# 승무랑
승무랑(承務郎/承务郎)은 한국과 중국의 과거 관직, 또는 품계이다.
한국에서는 1076년에 고려에서 29등급 중 제25계로 종8품의 문계로, 조선에서는 잡직계(雜職階)의 종7품의 위호로 존재했다.